# Nadia Hai
Pour les articles homonymes, voir Hai.
Nadia Hai, née le 8 mars 1980 à Trappes (Yvelines), est une cadre de banque et femme politique française.
Investie par La République en marche, elle est élue députée dans la onzième circonscription des Yvelines en juin 2017. Le 6 juillet 2020, elle est nommée ministre déléguée à la Ville et démissionne le jour même de son mandat de députée. Elle reste dans le gouvernement jusqu'à son terme, le 20 mai 2022. En juin 2022, elle est élue députée de la septième circonscription des Yvelines, siège qu'elle perd en juillet 2024 après la dissolution de juin 2024.
Elle est nommée ambassadrice, déléguée interministérielle à la Méditerranée au ministère de l'Europe et des Affaires étrangères, à compter du 16 juin 2025.

## Biographie

### Situation personnelle
Nadia Hai est née le 8 mars 1980 à Trappes, dans les Yvelines au sein d'une famille d'origine marocaine de quatre enfants avec une mère au foyer et un père ouvrier. Elle est titulaire d'un diplôme supérieur de banque obtenu en alternance. Elle a travaillé 13 ans pour la banque HSBC, puis a rejoint la banque Barclays comme conseillère en gestion de patrimoine.

### Députée de laXVelégislature
En février 2017, elle s'engage en politique en participant à la création du comité : Femmes en marche avec Macron. Puis en juin, pour les élections législatives, elle est investie par La République en marche. Au premier tour, elle recueille 32,98 % des suffrages exprimés, Jean-Michel Fourgous investi par LR et ancien député jusqu'en 2012, obtient 23,09 % des voix. Le député sortant, Benoît Hamon, candidat du Parti socialiste lors de l'élection présidentielle, est éliminé au premier tour avec 22,59 % des voix. Le 18 juin, lors du deuxième tour, elle devance Jean-Michel Fourgous et est élue députée avec 52,96 % des voix. Dans l'ensemble des villes de la circonscription, Nadia Hai est en tête des voix, sauf à Élancourt, dont le maire est Jean-Michel Fourgous.
En juillet 2019, à l'occasion de la remise en jeu des postes au sein du groupe LREM, elle se porte candidate à la questure : elle est souvent présentée « comme celle qui pourrait mettre en difficulté la sortante Laurianne Rossi ».

### Ministre déléguée chargée de la Ville
Le 6 juillet 2020, elle est nommée ministre déléguée chargée de la Ville auprès de la ministre de la Cohésion des territoires et des Relations avec les collectivités territoriales, Jacqueline Gourault, dans le nouveau gouvernement Jean Castex. Elle démissionne de son mandat de députée le jour même pour éviter l'entrée en fonction de son suppléant et homme d'affaires Moussa Ouarouss (mis en examen en août 2019 pour importation, transport, détention et cession de produits stupéfiants en bande organisée et association de malfaiteurs) à l’Assemblée nationale, provoquant donc une élection législative partielle remportée par le candidat des Républicains, Philippe Benassaya.

### Députée de laXVIelégislature
Candidate aux élections législatives de 2022 dans la septième circonscription des Yvelines avec l'investiture de la coalition Ensemble (LREM), elle obtient 55,64 % des suffrages exprimés face à Michèle Christophoul (PS-NUPES). Elle n'est pas réélue en 2024, étant battue par Aurélien Rousseau au deuxième tour des élections législatives.
Elle est nommée ambassadrice, déléguée interministérielle à la Méditerranée au ministère de l'Europe et des Affaires étrangères, à compter du 16 juin 2025.

## Décoration
- Chevalier de l'ordre national du Mérite (nomination le 15 mai 2025)[17].